# Phryganopteryx colorata
Phryganopteryx colorata là một loài bướm đêm thuộc phân họ Arctiinae, họ Erebidae.